# Flugunfall einer Lockheed L-188 Electra der TAN 1990
Der Flugunfall einer Lockheed L-188 Electra der TAN 1990 ereignete sich am 21. März 1990. An diesem Tag wurde eine auf einem Inlandsflug von San Pedro Sula nach Tegucigalpa befindliche Frachtmaschine des Flugzeugtyps Lockheed L-188 Electra der TAN Honduras gegen den Berg Cerro de Hula geflogen, wobei alle drei Insassen ums Leben kamen. Gegen denselben Berg war fünf Monate zuvor, auf dem TAN-Flug 414, bereits eine Boeing 727-200 der Fluggesellschaft geflogen, wobei 131 Menschen gestorben waren.

## Maschine
Das Flugzeug war eine Lockheed L-188 Electra mit der Werknummer 1134, die im Jahr 1960 im Werk von Lockheed endmontiert wurde. Die Maschine absolvierte ihren Erstflug am 17. Dezember 1960. Sie sollte anschließend an Capital Airlines ausgeliefert werden; das Geschäft kam jedoch nicht zustanden, da die Fluggesellschaft aufgelöst wurde und in United Airlines aufging. Die Electra wurde schließlich am 10. Mai 1962 an Braniff International Airways ausgeliefert, bei der sie mit dem Luftfahrzeugkennzeichen N9710C und der Flottennummer 710 in Betrieb genommen wurde. Am 17. Juli 1969 wurde die Maschine an die Boeing Aircraft Holding Company übergeben. Die Maschine wurde am 9. September 1969 an TAN Honduras verkauft und zur Frachtmaschine umgebaut. Sie wurde schließlich mit dem neuen Kennzeichen HR-TNL in Betrieb genommen. Das viermotorige Flugzeug war mit 102 Sitzplätzen und vier Turboproptriebwerken des Typs Allison 501-D13A ausgestattet.

## Passagiere und Besatzung
An Bord der Maschine befand sich lediglich eine dreiköpfige Besatzung, bestehend aus einem Flugkapitän, einem Ersten Offizier und einem Flugingenieur.

## Unfallhergang
Der Anflug der in San Pedro Sula gestarteten Maschine auf den Flughafen Tegucigalpa wurde unter widrigen Wetterbedingungen durchgeführt. Die Besatzung bemerkte nicht, dass sie den Anflug zu tief ausführte, als das Flugzeug 14 Kilometer vor der Landebahnschwelle der Landebahn 01 gegen den Südhang des 1.600 Meter hohen Berges Cerro de Hula prallte. Bei dem Aufprall wurde es völlig zerstört, alle drei Insassen kamen ums Leben.